# Julien-Joseph Vesque
Julien-Joseph à Santa Maria Vesque, né le 8 avril 1848 à Luxembourg et mort le 25 juillet 1895 à Vincennes, est un naturaliste et botaniste français. Distingué notamment pour ses travaux sur les spermatophytes, il fut nommé, en 1884, maître de conférences en botanique à la Faculté des sciences de Paris.
Il est le père des illustratrices Marthe et Juliette Vesque.